# Laura bicornuta
Laura bicornuta är en kräftdjursart som beskrevs av Mark J. Grygier 1985. Laura bicornuta ingår i släktet Laura och familjen Lauridae. Inga underarter finns listade i Catalogue of Life.